# سام هوستون
سام هوستون (بالإنجليزية: Michael Smith)‏ هو مصارع محترف أمريكي، ولد في 11 أكتوبر 1963 في واكو في الولايات المتحدة.

## وصلات خارجية
- سام هوستون على موقع CageMatch worker (الإنجليزية)
- سام هوستون على موقع قاعدة بيانات المصارعة على الإنترنت (الإنجليزية)
- سام هوستون على موقع عالم المصارعة على الإنترنت (الإنجليزية)

- سام هوستون على موقع IMDb (الإنجليزية)
- سام هوستون على موقع قاعدة بيانات الفيلم (الإنجليزية)